# František Mádle
František Mádle (11. února 1892 Vojice – 25. října 1941 Kounicovy koleje) byl český akademický sochař a odbojář z období druhé světové války popravený nacisty.

## Život

### Mládí
František Mádle se narodil 11. února 1892 ve Vojicích na jičínsku v rodině domkáře a krejčího Františka Mádleho a jeho po ovdovění druhé ženy Anny rozené Kvasničkové. V roce 1912 ukončil studium na sochařsko-kamenické škole v Hořicích mj. pod vedením pedagogů Mořice Černila, Quido Kociana a Václava Suchomela. Následně studoval na Akademii výtvarných umění v Praze mj. pod vedením Josefa Václava Myslbeka a Jana Štursy. Studium ukončil v roce 1916.

### Mezi světovými válkami
Po první světové válce pracoval František Mádle v sochařské dílně v Olomouci. V roce 1919 se přesunul společně s Juliem Pelikánem do Přerova, kde s dalšími bývalými spolužáky ze studií Janem Poláškem a Josefem Urbanem provozovali kamenickou firmu zaměřenou převážně na výstavbu pomníků a kde si zřídil i vlastní ateliér. Jeho doménou byla funerální plastika, památníky a portrétní tvorba. Byl prvním sochařem, který vytvořil sochu Vladimíra Iljiče Lenina v životní velikosti a to pro přerovský spolkový dům. Byla zničena nacisty během druhé světové války. Byl činný v odborech a členem přerovského Sokola.

### Protinacistický odboj
Po německé okupaci vstoupil František Mádle do protinacistického odboje. Ve svém zahradním ateliéru v přerovské Svislé ulici ukrýval příslušníka sovětského výsadku Aroš V Karla Hovůrku a pomáhal se zásobováním výsadkářů. Jiný člen výsadku Ferdinand Čihánek se ale přihlásil na gestapu díky čemuž byla konspirační síť rozkryta. Karel Hovůrka se sám zastřelil při pokusu o zatčení, František Mádle byl zatčen 1. října 1940 ve svém ateliéru a po výslechu v Přerově a Olomouci byl převezen do Brna. Stanným soudem byl odsouzen k trestu smrti a 25. října 1941 společně s dalšími popraven na Kounicových kolejích. Dne 27. října 1941 bylo jeho tělo zpopelněno v brněnském krematoriu.

## Ocenění
- V roce 1914 obdržel František Mádle na návrh Josefa Václava Myslbeka Školní cenu c. k. akademie umění v Praze